# Âu Việt

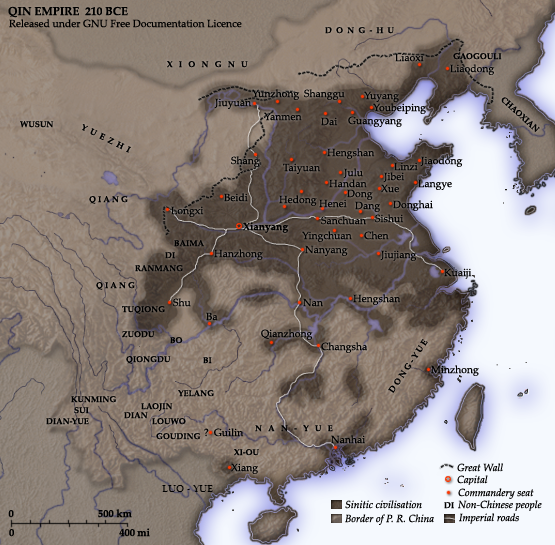
China und Umgebung zur Zeit der Qin-Dynastie um 210 v. Chr. Die westlichen Ou (Xi-Ou) im Süden zwischen Nan-Yue und Luo-Yue.

Die westlichen Ou (chinesisch 西甌 / 西瓯, Pinyin Xī Ōu; vietn. Tây Âu) waren eine Volksgruppe oder Stammesföderation, die zur Zeit der Qin- und frühen Han-Dynastie im Gebiet der heutigen chinesischen Provinz Guangxi und dem angrenzenden Bergland des nördlichen Vietnams siedelte. Von den kaiserlichen chinesischen Chronisten wurden die westlichen Ou als eine Untergruppe der „Hundert-Yue-Stämme“ angesehen und daher auch als Ou-Yue (chinesisch 甌越 / 瓯越, Pinyin Ōuyuè; vietn. Âu Việt) bezeichnet. Ebenfalls wurden sie zu den nicht-sinisierten „südlichen Barbaren“ (Nanman) gezählt.
Der Zusatz „westlich“ (chin. Xī, vietn. Tây) dient zur Unterscheidung von den östlichen Ou-Yue, dem Königreich Dong’ou in der heutigen Provinz Zhejiang. Abgesehen vom Namen (Ou hatte möglicherweise die Bedeutung „Grenzland“) und der gemeinsamen Fremdkategorisierung als Yue bestand zwischen Ost- und West-Ou vermutlich keine nähere Beziehung.

## Historische Entwicklung nach chinesischen Quellen
Gemäß des um 100 v. Chr. entstandenen Geschichtswerkes Shiji des Sima Qian wurden die Yue-Stämme ab 221 v. Chr. von fünf Armeen des ersten Kaisers Qin Shihuangdi angegriffen, der die Luxusgüter der Region (Elfenbein, Rhinozeros-Horn, Eisvogel-Federn, Perlen) unter seine Kontrolle bringen wollte. Während die nördlichen und östlichen Yue-Staatswesen schnell unterworfen wurden, konnten die Yue in der Region Lingnan südlich der „Fünf Gebirgszüge“ erst angegriffen werden, nachdem die kaiserlichen Truppen 219 v. Chr. den „magischen Kanal“ (zwischen Jangtse- und Westfluss-System) zur Nachschubsicherung angelegt hatten.
Wenig später wurde der Fürst der westlichen Ou, Yi Xusong, im Kampf gegen die Invasoren getötet. Sein Volk floh lieber ins unzugängliche Bergland, als sich zu unterwerfen, und leistete von dort aus mit Guerillamethoden Widerstand. Bei einem nächtlichen Angriff wurde der chinesische Befehlshaber getötet. Im Jahr 214 v. Chr. ließ der Kaiser die Lande der Yue offiziell annektieren und in Präfekturen einteilen. Die Garnisonen wurden mit verurteilten Kriminellen aus dem Norden bemannt, die dauerhaft im Süden siedeln und so die Region sinisieren sollten. Die Yue waren jedoch noch nicht besiegt – nach dem Tod des ersten Kaisers im Jahr 210 v. Chr. brach dessen Reich im Süden schnell zusammen. Ein ehemaliger Qin-General, Zhao Tuo, schwang sich zum Anführer der südlichen Yue in Lingnan auf und gründete so das Königreich Nan-Yue.
Nach der Etablierung seiner Herrschaft expandierte Zhao Tuo um 180 v. Chr. mit militärischer Macht sowie finanziellen Zuwendungen nach Westen und Süden. Sowohl die westlichen Ou im Bergland als auch die Luo (vietn. Lạc) in der Ebene des Roten Flusses unterwarfen sich ihm. Die Begriffe Ou und Luo tauchen in den Quellen mehrmals in der kombinierten Form Ou-Luo (Âu Lạc) auf, weshalb diskutiert wird, ob es sich dabei um zwei Namen für ein einheitliches Volk, einen Zusammenschluss zweier zuvor eigenständiger Volksgruppen oder eine chinesische Sammelbezeichnung für zwei benachbarte, aber eigenständige Gruppen handelt.
Die Unterwerfung der Ou und Luo durch Nan-Yue wird im Shiji nicht näher behandelt; im (weitestgehend verlorenen) Werk Jiaozhou waiyu ji aus dem dritten oder vierten Jahrhundert n. Chr. findet sich aber erstmals die Erzählung des sagenhaften Machtkampfes zwischen Zhao Tuo und An Dương Vương, die später eine zentrale Rolle in der vietnamesischen Geschichtsschreibung erlangen sollte (siehe unten).
Im Jahr 111 v. Chr. wurde schließlich das Königreich Nan-Yue (und damit auch die Siedlungsgebiete der Ou und Luo) von der Han-Dynastie erobert. Zu dieser Zeit ist nur noch von den Luo, aber nicht mehr von den Ou die Rede.

## Vietnamesische Überlieferung
In der vietnamesischen Geschichtsschreibung, die einerseits auf der Interpretation der chinesischen Quellen und andererseits auf mündlichen Überlieferungen beruht, gelten die Ou-Yue/Âu Việt als eines der Stammvölker der Vietnamesen.
Ähnlich wie im Falle von Zhao Tuos Aufstieg zum König von Nan-Yue soll ein Prinz aus einem der Streitenden Reiche namens Thục Phán nach dem Verlust seiner Heimat in den Süden geflohen sein und sich dort zum König der Âu Việt aufgeschwungen haben. Gemäß einer traditionellen Erzählung aus dem Hochland, die allerdings erstmals im 20. Jahrhundert verschriftlicht wurde und von fragwürdiger Historizität ist, trug das Königreich der Âu Việt den Namen Nam Cương („Südliche Grenze“) und hatte sein Zentrum in Cao Bằng.
Um 257 v. Chr. (diese Datierung passt nur schlecht zu den chinesischen Quellen) griff Thục Phán den Staat der Luo/Lạc – das von den Hùng-Königen regierte Reich Văn Lang – in der Ebene des Roten Flusses an und eroberte es. Durch die darauffolgende Vereinigung der Âu Việt und Lạc Việt entstand das Königreich Âu Lạc mit der Hauptstadt Cổ Loa. Thục Phán nahm den Königsnamen An Dương Vương („Befrieder des Südens“) an und herrschte für mehrere Jahrzehnte über ein florierendes Reich.
Zhao Tuo (vietn. Triệu Đà), der König von Nan-Yue, versuchte Âu Lạc zu erobern, konnte aber An Dương Vương, der über göttlichen Beistand und eine magische Waffe verfügte, nicht bezwingen. Schließlich wurde Frieden geschlossen, indem Zhao Tuos Sohn die Tochter von An Dương Vương heiratete. Diese verriet jedoch ihren Vater und gab die magische Waffe an ihren Ehemann weiter. Auf diese Weise konnte An Dương Vương besiegt und sein Königreich von Nan-Yue annektiert werden.

## Kultur, Sprache und Ethnizität
In den Quellen finden sich nur spärliche Angaben zur Kultur und Lebensweise der Yue. Allgemein scheint es für sie charakteristisch gewesen zu sein, das Haar kurz und ungebunden zu tragen, sich tätowieren zu lassen und die Zähne schwarz zu färben.
Bei allen Yue-Gruppen ist die sprachliche und ethnische Zugehörigkeit umstritten. Während in Vietnam die Âu Việt gemeinsam mit den Lạc Việt traditionell als Vorfahren der Vietnamesen (Kinh) gelten, werden in China sowohl die Ou-Yue als auch die Luo-Yue als Vorfahren der tai-sprachigen Zhuang (sowie der eng verwandten Tày und Nung auf der vietnamesischen Seite der Grenze) angesehen. Beide Zuordnungen sind mehr nationalistisch getrieben als wissenschaftlich fundiert.
Neuere internationale Forschungen stellen – basierend auf der Kombination von archäologischen, linguistischen und genetischen Studien – die Hypothese auf, dass es sich bei den Ou/Âu um Vorfahren der Tai-Völker gehandelt haben könnte, während die Luo/Lạc mit der Đông-Sơn-Kultur gleichgesetzt und als vietisch-sprachige Proto-Vietnamesen angesehen werden. Die Ou/Âu drangen – möglicherweise als Folge der chinesischen Expansion – ins Delta des Roten Flusses vor und unterwarfen hier die bevölkerungsstärkeren, aber militärtechnisch rückständigen Luo/Lạc. In der Folgezeit wurden dann die Ou/Âu nahezu vollständig von der Luo/Lạc-Mehrheit assimiliert.
In Quellen der späten Han- bis zur Tang-Dynastie findet sich die Bezeichnung Li und Lao für eine „barbarische“ Volksgruppe zwischen Perlfluss und Roter Fluss. Möglicherweise handelte es sich dabei um Nachkommen derjenigen Ou-Yue, die weder von den Luo/Lạc assimiliert noch sinisiert wurden.